# Acquedotto di Cortaccione
L'acquedotto di Cortaccione è stata la prima opera di ingegneria idraulica che ha condottato acqua potabile a Spoleto, partendo da opere di bonifica e di captazione di origine romana, ad oriente della città.
Le prime sorgenti captate furono quelle del Fosso di Cortaccione e successivamente del Fosso di Vallecchia, vicino Patrico; più tardi vennero allacciate anche quelle del Fosso di Valcieca e di Giunchete. Le acque incanalate attraversavano la valle del torrente Tessino e arrivavano in città percorrendo un ponte appositamente eretto, sostituito nel medioevo dal Ponte delle Torri.
Il sistema fra 1891 e il 1893 subì alcune variazioni nel tracciato e importanti modifiche strutturali, passando da una vecchia canaletta a pelo libero ad una condotta in pressione.
È rimasto il sistema idrico principale del territorio fino alla costruzione del nuovo acquedotto dell'Argentina, agli inizi degli anni settanta.

## L'acquedotto romano
La città di Spoleto, specialmente la parte compresa nella primitiva cinta urbana, poggia su di un massiccio prevalentemente roccioso e isolato, il cui sottosuolo è scarso di sorgenti.
È probabile che, dedotta colonia latina nel 241 a.C., ed elevata al rango di Municipium nel 90 a.C., la città abbia dovuto affrontare aumenti della popolazione con conseguenti problemi di approvvigionamento idrico; la soluzione fu la captazione di sorgenti esterne alla città, ricche di chiare, fresche e dolci acque, come quelle del Fosso di Cortaccione, distanti in linea retta circa un chilometro. 

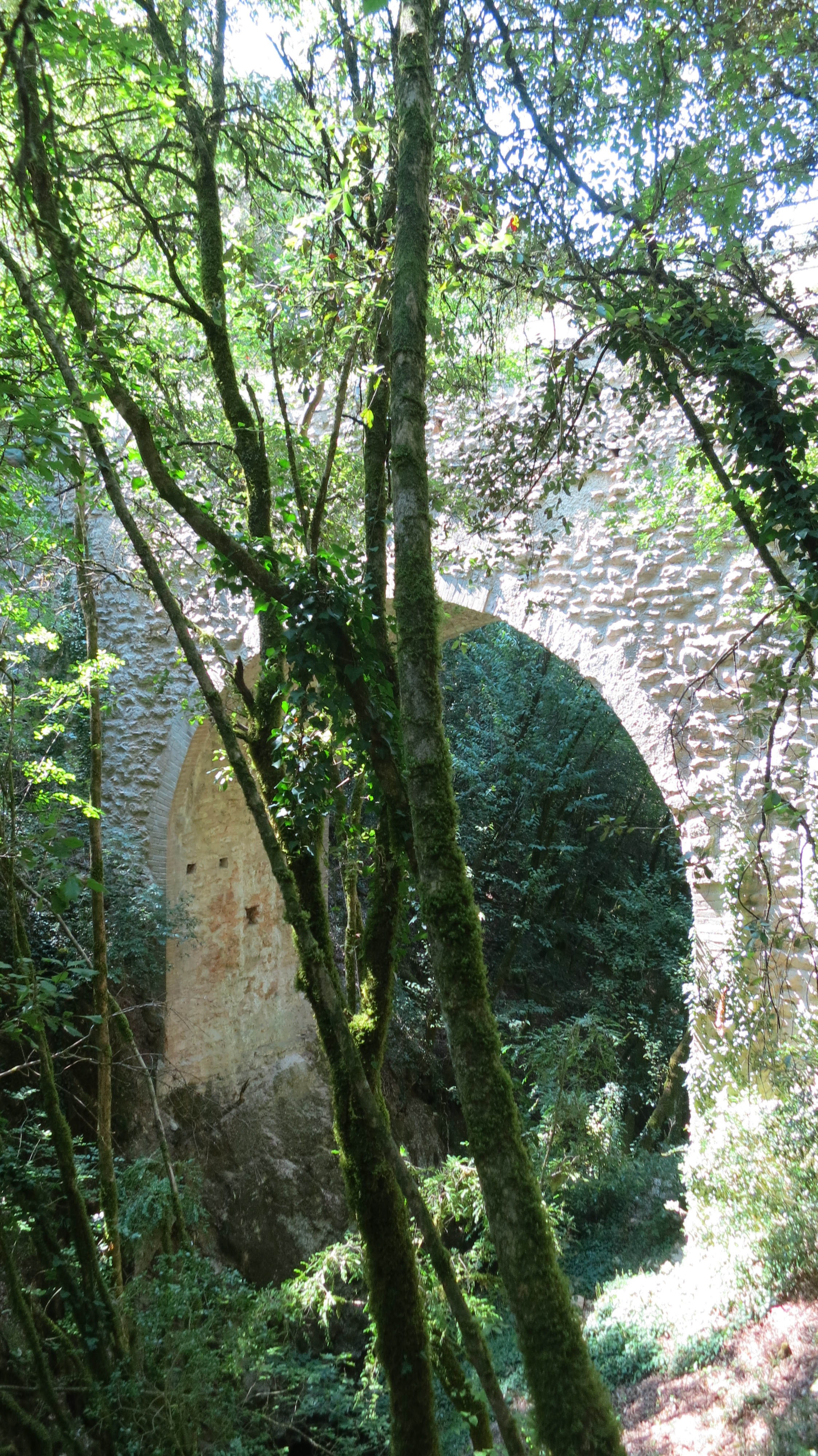
Ponte Sanguineto

### Rinvenimenti
Non esistono fonti documentali circa l'esatta datazione della costruzione del primo acquedotto, ma imponenti strutture, manufatti murari a grandi blocchi di travertino locale, rinvenute nel 1823 e nel 1893 durante lavori di riattamento delle sorgenti di Cortaccione in località Arézzola, lungo le pendici del monte di Borgiano, documentano un progetto di bonifica idraulica attuato in epoca romana in una vasta zona ad oriente di Spoleto, resa paludosa dalle piene del Clitunno e dei torrenti afferenti: Marroggia, Tessino, Cortaccione e Spina, attualmente esangui, ma un tempo causa di gravissimi danni.
Gli scavi portarono alla luce un articolato sistema di irregimentazione idrica antichissimo, un misto di rifacimenti medievali su tracce di lavoro romano. I principali elementi rinvenuti, tuttora visibili, furono: fistule, briglie, cunicoli drenanti, poderosi muri eretti a protezione, bacini di raccolta con chiuse disposte in successione, tubi acquiferi in piombo, ecc.. Il sistema, che si suppone sia stato costruito fra la fine dell'età repubblicana e l'inizio di quella augustea, imbrigliava i corsi d'acqua montani e ne prosciugava i ristagni nell'area depressa, consentendo un buon controllo ambientale, la captazione delle sorgenti e lo smistamento delle acque per irrigazione e per forza motrice. Un sistema semplice ma efficace, rispettoso dell'ambiente.
Il prosciugamento dei territori interessati fu impresa lenta e complessa, resa possibile grazie a molteplici interventi da parte degli etruschi, dei falisci e dei romani; al buon esito di tali sistemazioni idrauliche seguì la costruzione del tracciato della Flaminia nel 220 a.C.
Ulteriori opere di bonifica furono effettuate da Teodorico il Grande che aveva scelto Spoleto come capoluogo amministrativo dell'Italia centrale. Gli interventi edilizi da lui promossi in città nel periodo tra il 507 e il 511, oltre a restituire all'agricoltura vasti terreni impaludati, interessarono i restauri di numerosi edifici, tra cui le Terme di Torasio, individuate da recenti scavi (1989) nel sottosuolo dell'area che si estende tra la chiesa di San Filippo Neri e il Teatro Nuovo.

### Funzionamento
Lo smistamento dell'acqua potabile avveniva per mezzo di condotte in parte pensili in parte ipogee, lunghe circa cinque chilometri che, aggirando le pendici del Monteluco, entravano a Spoleto percorrendo un antichissimo ponte-acquedotto eretto a completamento e integrazione delle condutture e dell'opera compiuta alle sorgenti. Esso permetteva il superamento della gola del torrente Tessino, un baratro profondo circa cento metri e ampio duecento. Doveva essere più basso e più corto dell'attuale Ponte delle Torri, meno imponente, ma sufficientemente robusto da sostenere il peso delle tubazioni; grazie ad un sistema cosiddetto a sifone rovescio, già noto e utilizzato in età repubblicana, l'acqua affrontava il dislivello e raggiungeva la parte più elevata della città, in cima al colle Sant'Elia. 

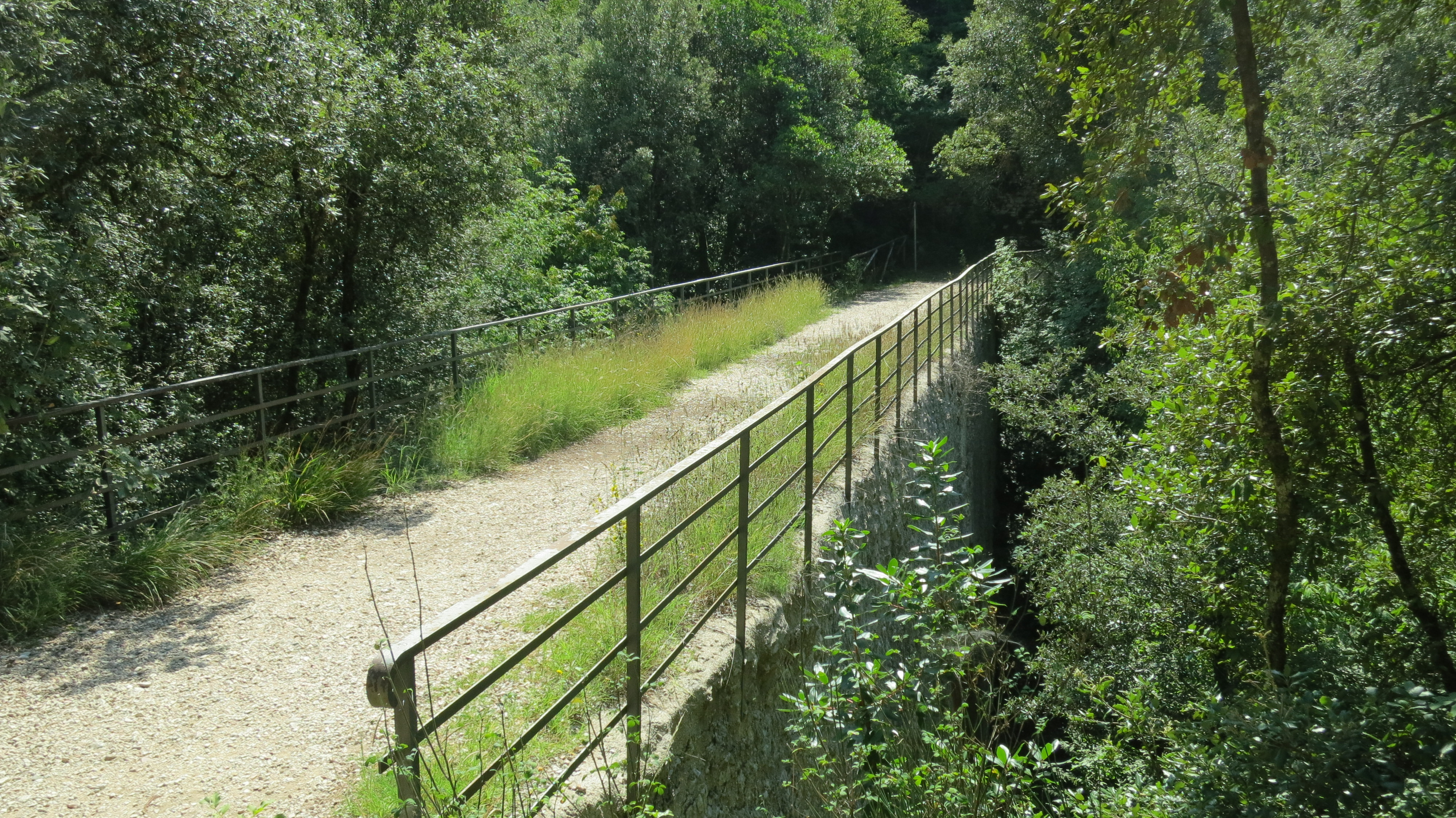
Ponte Sanguineto, Giro dei condotti

La parte pensile della condotta era interamente a vista sul pendio del Monteluco; scavalcava la gola della Valcieca sopra un ponte ad arco ribassato chiamato Ponte Sanguineto, lungo circa 28 metri e alto 10. La sua copertura era disposta in piano e costituiva un largo e comodo sentiero che ancora oggi si dilunga a traverso sulla china del monte, favorendo la vista di panorami mozzafiato sulla valle spoletana, tra eriche, ginepri, elci, bosso, olivi, timo, felci, rovi, lentischi, corbezzoli, ciclamini e rose selvatiche. Il percorso è appunto chiamato il Giro dei condotti in riferimento alle antiche condutture presenti sotto il suo piano di calpestio. 
La parte ipogea venne descritta dal Sordini come costituita da canalette di materiale a cassetta, protette da cunicoli realizzati a cielo aperto, alternati a gallerie scavate nel fianco delle colline; tutti gli elementi individuati dall'archeologo spoletino a fine ottocento, presentavano evidenti segni di molte ristrutturazioni, sia d'epoca medievale che moderna.
Il punto di distribuzione pubblico dell'acqua potabile, cioè il Castellum Aquae spoletino era nel centro della città, in piazza Bernardino Campello, da dove si diramava in cunicoli in muratura e in terracotta, interrotti da pozzetti che a loro volta diramavano altri piccoli tubi.
Il sistema, nella sua ingegnosa semplicità, testimonia un corretto rapporto tra l'ambiente, l'uomo e i suoi bisogni.

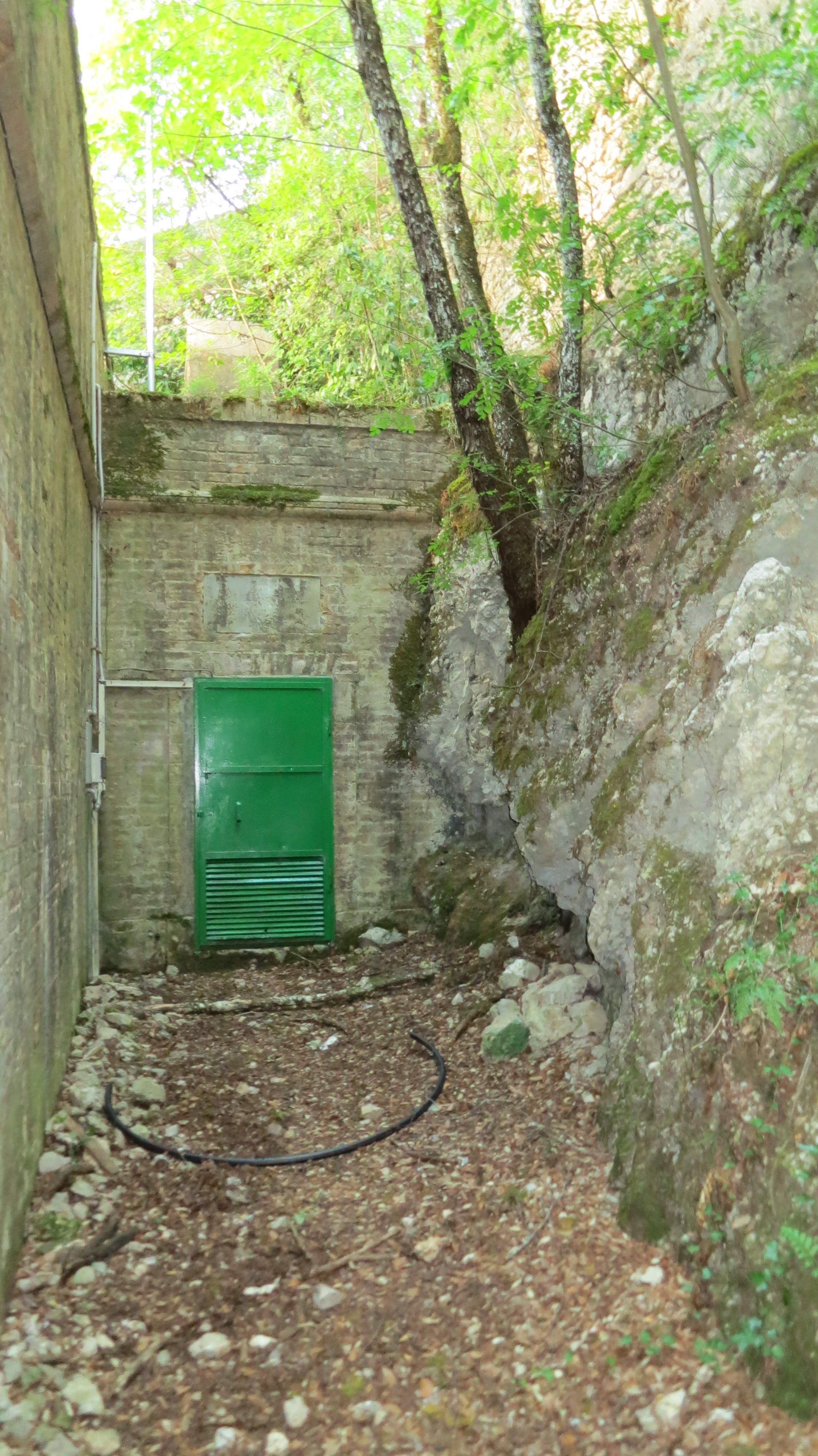
Zona esterna dell'antica vasca di carico posta a monte del Ponte delle Torri

## Altri allacciamenti
La captazione delle sorgenti di Vallecchia, che raccoglievano le ricche sorgenti di Patrico e di Piorlungo, seppur di difficile datazione, si può dedurre da puntuali citazioni in antichi manoscritti e pubblicazioni:
- Giovanni Cassinese in un manoscritto del X secolo scrive: "Spoleto riceveva da luoghi assai lontani e da due lati acque più che abbondanti"[16]. Dunque due acquedotti separati venivano attestati già nel X secolo.
- Negli Statuti del 1296[17] si legge che appositi pubblici ufficiali venivano designati quali addetti alla sorveglianza degli "aqueductus Vallechiae et Curticcionis".
- In Storia di Spoleto Achille Sansi scrive:

"Non ci rimane memoria del tempo, ma notai già che nel 1239 si veniva costruendo il condotto dell'acqua di Cortaccione, e che quello di Vallecchia portò l'acqua a Spoleto nel 1278, e fu fatta scorrere, dice un cronista, per tutta la città con molta letizia del popolo". Si ritiene che, almeno per il condotto di Cortaccione, non si trattasse di costruzioni ex novo ma di importanti restauri che sopraffecero e sostituirono in parte l'opera romana.
- "Nel 1278 era stato, come si disse, compiuto il condotto di Vallecchia, e nel 1296 vi si immettevano le nuove polle di Camporeo"[20].
- "L'anno che seguì (1511) si diede opera al risarcimento di un gran tratto dell'acquedotto di Cortaccione per potervi rimettere le acque che per i guasti avvenuti più non vi correvano. Vi fu fatto anche un lungo muro, e il restauro fu condotto sino al Ponte Sanguineto. Con questa occasione, perché i danni non si rinnovassero, si vietarono i lavori campestri presso gli acquedotti, e il derivarne l'acqua per comodità privata"[21].

Ulteriori vestigia, rinvenute più a monte delle precedenti, attestano che nello stesso condotto di Cortaccione venivano immesse anche le acque della villa della Vallocchia.
Uno dei pochi antichi accenni all'acquedotto di Valcieca si trova nell'opera Speculum cerretanorum del 1487, dove l'autore, Teseo Pini, afferma che "perdite dell'antico acquedotto di Valcieca provocano una pioggia perenne sopra l'eremo di San Leonardo". Di certo sappiamo che la condotta proveniente dalla Valcieca, che allacciava anche le sorgenti di Giunchete, venne progettata e realizzata dall'ufficio tecnico del comune nel 1866. Costruita in muratura, era lunga 7200 metri e sorpassava due ponti alti circa 8 metri, prima di confluire nella condotta di Cortaccione alla distanza di m. 1080 dall'imbocco del Ponte.

## Il Ponte delle Torri

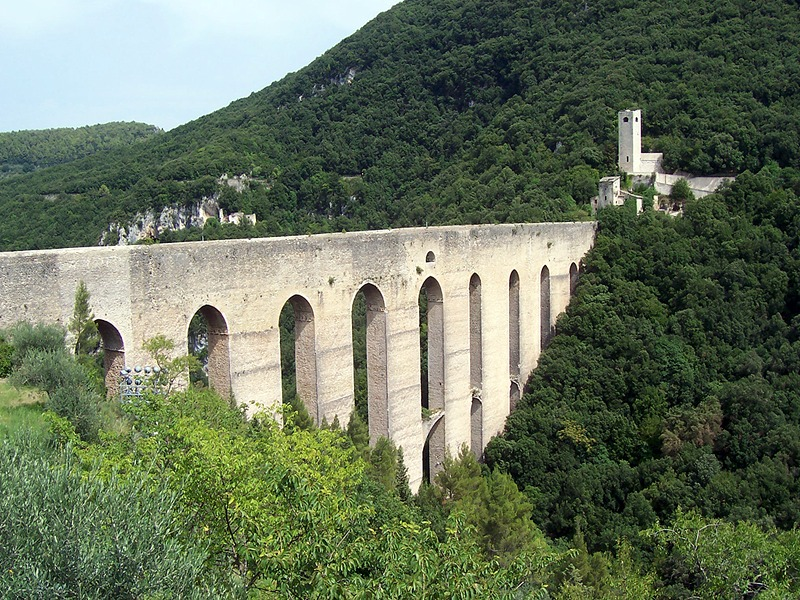
Ponte delle Torri. In lontananza il Fortilizio dei mulini

Distrutto da terremoti o da altre calamità, l'antico ponte-acquedotto romano venne sostituito nel medioevo dall'attuale Ponte delle Torri che da secoli rappresenta la parte più spettacolare dell'antico acquedotto del Cortaccione.
I basamenti del quinto e sesto pilone di fattura tipicamente classica, potrebbero essere i resti riutilizzati del precedente ponte crollato. La sua maggiore altezza e grandiosità probabilmente consentì una modalità più semplice, così detta a deflusso libero, di provvedere la città di un'adeguata quantità d'acque.

## Manutenzione, restauri e innovazioni
Per vigilare il ponte e gli acquedotti venne eretta, probabilmente nel medioevo, una torre che consentiva il controllo da oriente; la struttura, denominata Fortilizio dei Mulini, è tuttora parte del panorama spoletino, seppur diroccata.
La preziosità e la insostituibilità dell'elemento idrico fu sempre motivo di cura assidua e attenta delle sorgenti e dei manufatti di captazione, salvaguardia garantita da severe leggi. 
La Lex spoletina, con i suoi severi regolamenti, documenta l'importanza che, ai fini della tutela ambientale, veniva attribuita al patrimonio boschivo del comprensorio del Monteluco e dell'area tra Montefalco e Trevi, rientrante anch'essa nel progetto di bonifica della piana; il manto boschivo infatti, ancora oggi presente, limitava l'erosione dei corsi d'acqua, ne conteneva l'apporto solido e regolamentava efficacemente le acque meteoriche.
Il monitoraggio continuo delle fontane e degli acquedotti spoletini nel XIII secolo era affidato ad un cittadino spoletino che sotto giuramento vigilava e ispezionava che le acque non intorpidissero e non fossero inquinate da immondizie; aveva pieni poteri nel decidere i restauri necessari e poteva denunciare senza riguardi qualsiasi contravventore. Il suo mandato durava solo un anno.
Numerosi nei secoli, soprattutto nella prima metà del XIII, sono stati gli interventi di ristrutturazione rivolti agli acquedotti di Spoleto, che ne hanno mutato l'aspetto e sostituito l'opera romana, che altrimenti sarebbe stata più evidente.
Una delle più importanti innovazioni fu la costruzione ex novo nel secolo XIV del tratto di acquedotto che dal Fosso della Maddalena attraversava le falde del Monteluco e arrivava sopra la Rifolta. Da qui un'apposita condottura a pressione portava l'acqua fin dentro la Rocca Albornoziana, da poco completata. Parte di questo condotto venne completamente rinnovato nel 1791.
Un importante restauro degli acquedotti fu quello effettuato nel 1736 grazie alla munificenza di papa Clemente XII, celebrata in una lapide marmorea sopra la Fontana del Mascherone.

## Sorgenti cittadine

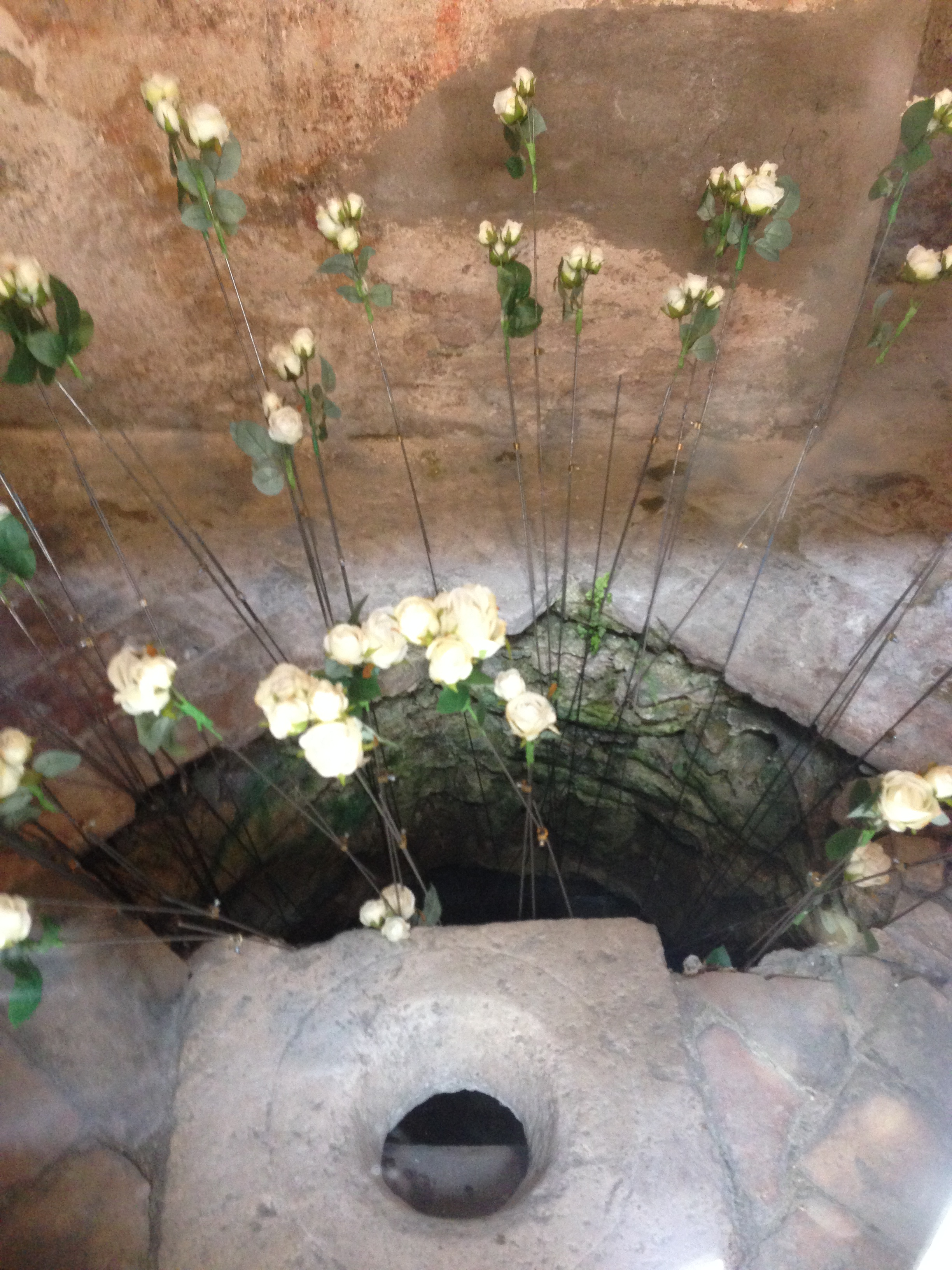
Il pozzo all'interno della chiesina di Santa Maria del Pozzo in via Monterone

Oltre alle sorgenti di Cortaccione, l'insediamento più antico di Spoleto poteva contare sulla presenza di acque sorgive perenni entro le mura, vicine e comode, che permettevano un sicuro attingimento per usi quotidiani, e assicuravano la sopravvivenza in caso di assedio. La loro presenza si deduce dalla denominazione di alcune vie: vicolo del Pozzo, via Fontesecca, via di Fonte Pescaia.
Sia le Terme di Torasio sia le cloache rinvenute in via Brignone e via Visiale, testimoniano la disponibilità di consistenti volumi d'acqua in città. Anche la storia di alcune chiese è legata alla presenza dell'acqua: San Ponziano, San Salvatore, la minuscola Madonna del Pozzo in via Monterone e San Giovanni Battista o della Posterna, sorgente questa più ricca e generosa di tutte le altre.
Nel 1783, in una relazione ai deputati alla soprintendenza degli acquedotti di Spoleto, l'architetto Pietro Ferrari elencò numerosi affioramenti e grossi rivoli d'acqua nel centro della città. Dopo un secolo, nel 1893, l'ingegnere del comune Nicola Fedeli confermò un identico elenco di cui facevano parte: una fonte detta Cupa a piazza Collicola, le sorgenti di San Domenico, altre nei sotterranei del carcere di sant'Agata e in san Nicolò, le polle negli orti di palazzo Racani Arroni e in via Quinto Settano. A fine ottocento alcune di esse, ritenute insalubri, vennero deviate fuori dell'antica cinta e utilizzate solo per usi non potabili.

## Storia recente
Fino all'anno 1892 erano attive due condutture: la più antica proveniente dalle sorgenti di Cortaccione, che occupavano un bacino imbrifero di circa dieci chilometri quadrati, raccoglieva anche le acque di Valcieca; l'altra proveniva da Patrico. Entrambe conducevano l'acqua in due serbatoi denominati la Rifolta, a ridosso del Fortilizio dei Mulini, all'estremo orientale del Ponte delle Torri .
Confluendo dentro la Rifolta, le acque con la loro caduta davano la forza necessaria al funzionamento di due mulini comunali, uno dei quali rimase in attività fino a fine ottocento; venne poi abbandonato dopo la costruzione del nuovo acquedotto. 
Passato il ponte attraverso la condotta libera posta sopra l'alto muraglione, l'acqua raggiungeva un serbatoio sotto la Fontana del Mascherone, da dove per irradiamento si diramava verso la città.

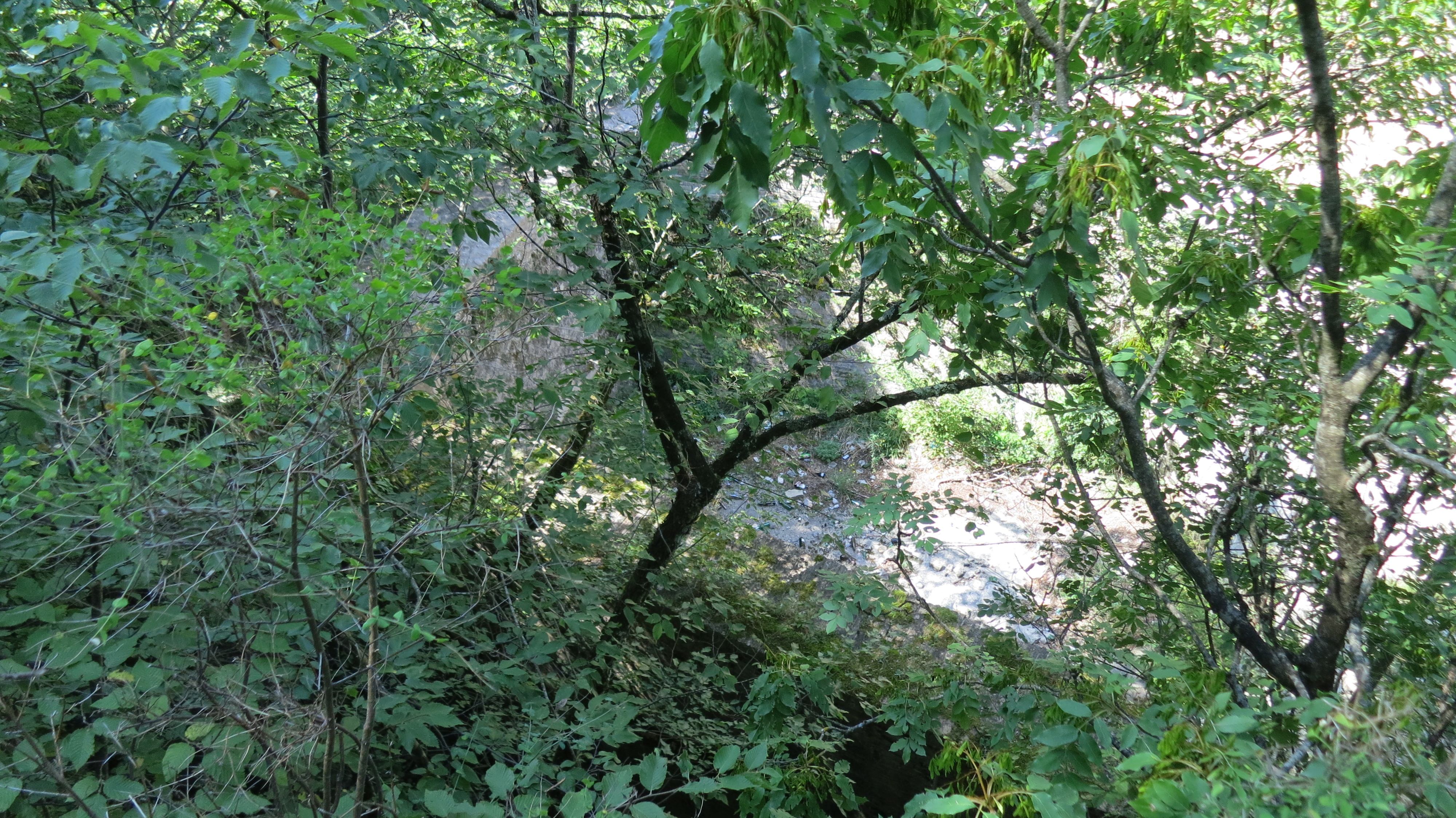
Antica vasca di carico posta a monte del Ponte delle Torri

### Criticità del vecchio acquedotto
Le opere di presa e le condutture erano tali che all'acqua delle sorgenti si univa pure quella dei tre torrenti omonimi ad ogni pioggia, causando l'intorbidimento delle acque. Inoltre vasche e parte delle condotte erano scoperte, facilmente inquinabili; tali difetti non garantivano le più elementari condizioni igieniche, non consentivano gli allacci per le abitazioni, né la costruzione di bocche antincendio. Gli sprechi erano incontenibili e la pressione scarsa, tanto che l'acqua, venduta a once, giungeva a intermittenza. I cittadini erano spesso costretti ad utilizzare i numerosi pozzi presenti in città, che una statistica del 1891 stimava a circa 280.

### Il nuovo acquedotto
Nel 1891 a dirigere l'ufficio tecnico del comune di Spoleto venne chiamato un ingegnere milanese Pompeo Bresadola che subito affrontò la costruzione di un nuovo acquedotto in sostituzione di quello antico, poi del tutto abbandonato. Il sistema di distribuzione per irradiamento, fu sostituito con una condottura forzata in ghisa a circolazione, con distribuzione continua di acqua potabile.

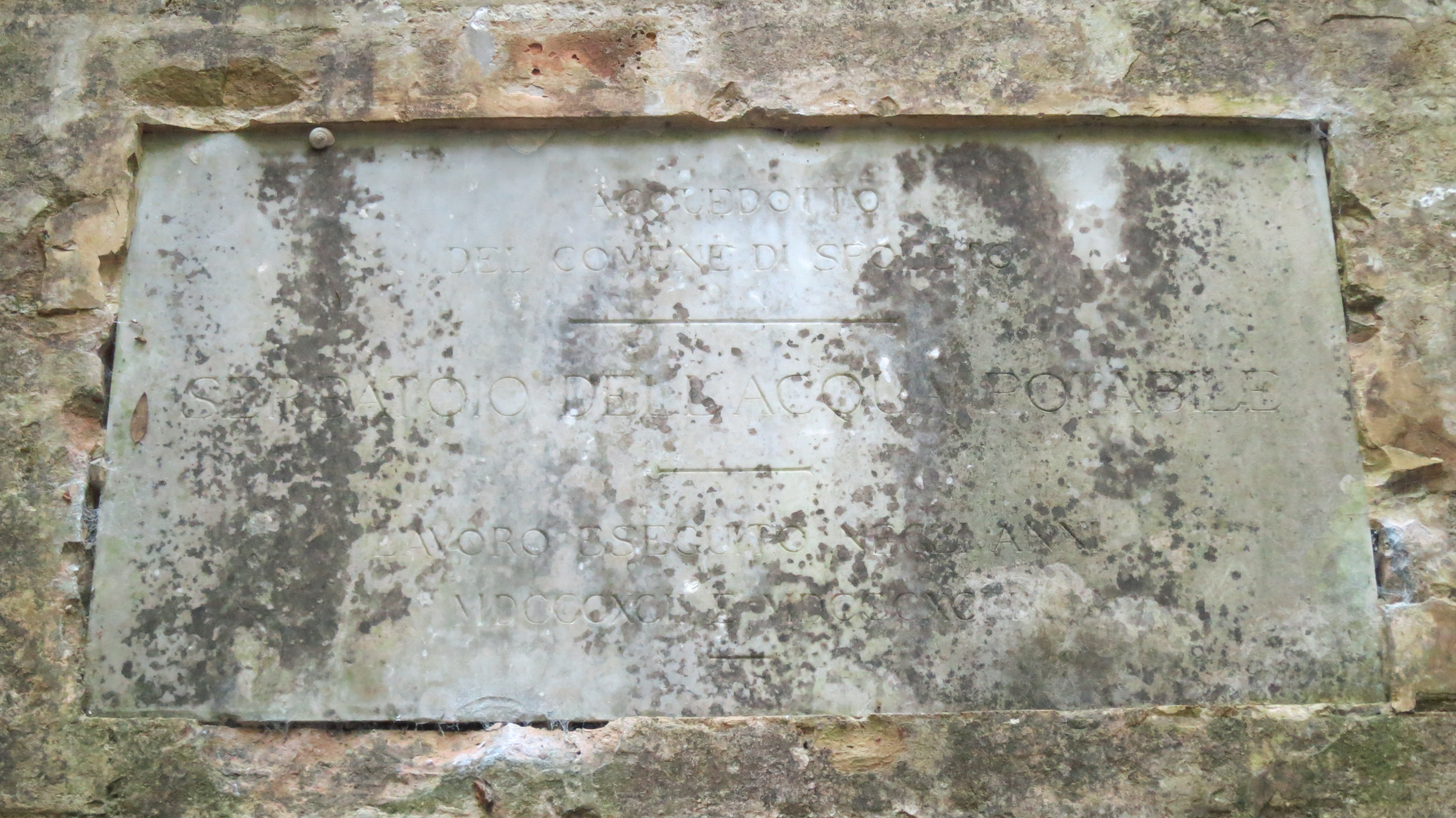
Targa commemorativa dei lavori svolti negli anni 1892 e 1893, posta accanto all'antica Rifolta

L'intervento venne limitato alle sorgenti del Cortaccione che rispetto alle altre condottavano un maggior volume d'acqua; tecnicamente la condottura forzata, muovendo da una vasca di riunione dopo il loro allacciamento, percorreva il vecchio tracciato per circa due chilometri e prima del Ponte Sanguineto deviava in discesa per entrare nella parte bassa della città, in corrispondenza della Porta Ponzianina; poi saliva nella parte alta con una serie di condutture secondarie, fino ad un nuovo serbatoio scavato nella roccia a ridosso del Fortilizio, serbatoio che, posto alla fine della rete di distribuzione, non più all'inizio, raccoglieva l'acqua in sopravanzo dopo la distribuzione in città e la rimetteva in circolo, funzionando da regolatore dei flussi.
Il nuovo tracciato non utilizzava più il muraglione del Ponte delle Torri che terminava così la sua funzione di acquedotto. Le acque degli altri allacciamenti, attraverso un'apposita conduttura, furono destinate ad usi non potabili: irrigazione, bagni pubblici e lavatoi.

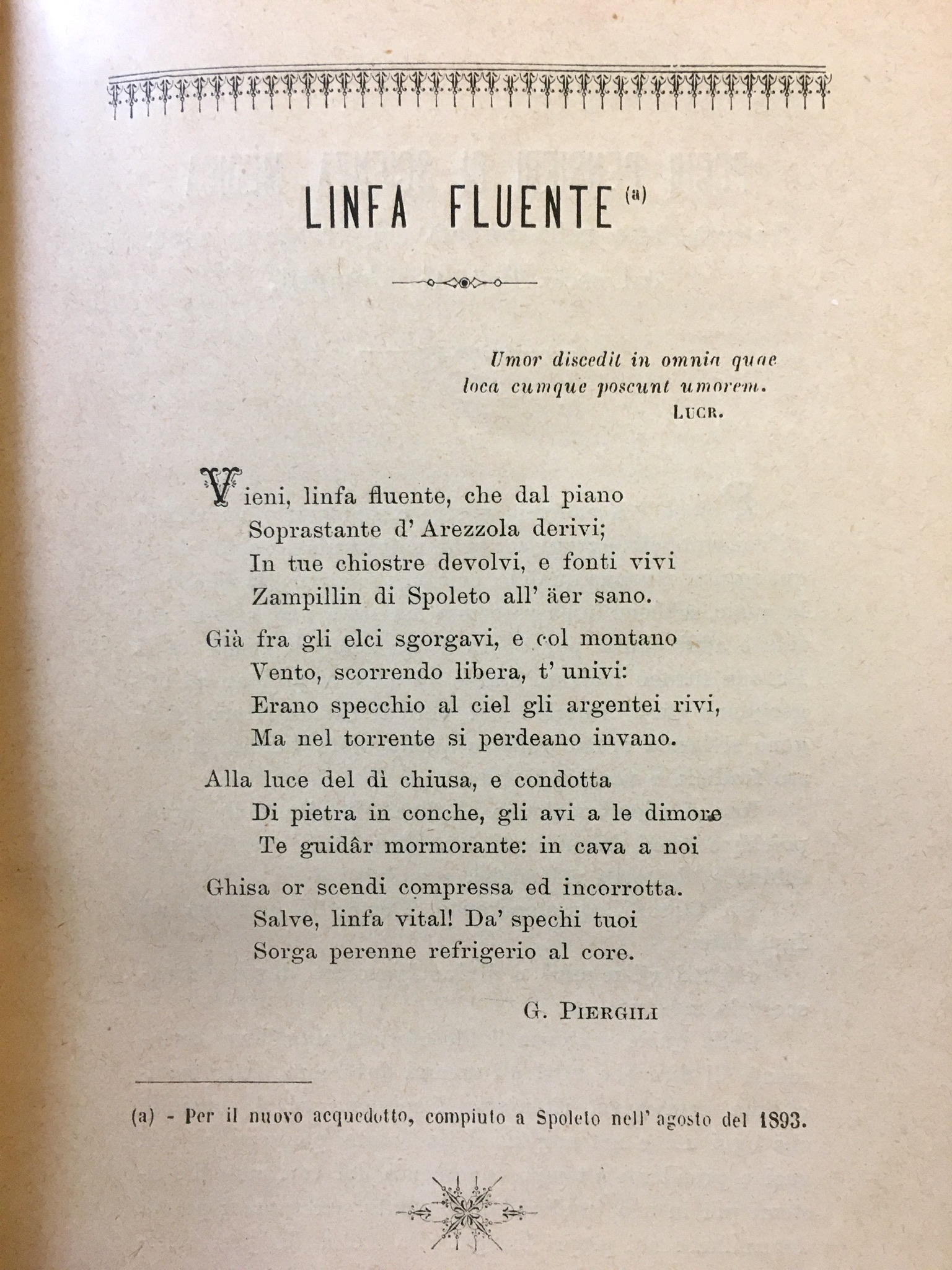
"Linfa fluente", componimento scritto da Giuseppe Piergili in occasione dell'inaugurazione del nuovo acquedotto.

L'acqua fu immessa nell'acquedotto il giorno 10 gennaio 1894. Tra il 1894 e il 1895 le abitazioni di Spoleto furono allacciate al nuovo acquedotto con notevoli benefici igienico-sanitari per i cittadini; ogni utente doveva pagare 150 lire per la concessione e 12 centesimi ogni metro cubo d'acqua consumata, comodità che solo le famiglie agiate inizialmente potevano permettersi. Vennero anche restaurate le fognature e installate nuove fontanelle pubbliche e nuovi lavatoi. L'acqua, analizzata chimicamente e al microscopio, risultò di buona qualità; la sua portata era però incostante, seguiva l'abbondanza o la scarsezza delle piogge.
La lunghezza totale della condottura primaria esterna dalle sorgenti al serbatoio del Ponte delle Torri era di 4606 metri, mentre il totale complessivo, comprese le condotture interne, era di circa 14 chilometri. Gli impianti in ghisa furono costruiti dalla Società degli Alti Forni, Fonderie e Acciaierie di Terni.
Gli altri acquedotti meridionali seguitavano a riversarsi ne la Rifolta; la loro discesa, non dovendo più alimentare il mulino, divenne una suggestiva cascata.
La costruzione del nuovo acquedotto fu celebrata dal poeta Giuseppe Piergili che scrisse per l'occasione un componimento dal titolo: Linfa fluente'.
Ancora oggi la cura di tutta l'area è di pertinenza del Consorzio della bonificazione umbra.

### Ulteriori allacci
Nel 1928, per far fronte all'aumento delle esigenze idriche conseguente all'istituzione della Scuola allievi ufficiali, il comune deliberò la costruzione di un nuovo acquedotto. La scelta cadde sulle sorgenti di Montefiorello nel comune di Vallo di Nera, le cui acque furono collegate al vecchio acquedotto di Cortaccione. Nello stesso periodo venne ingrandito il serbatoio del Ponte delle Torri e ampliato l'acquedotto in zone della città progressivamente urbanizzate. Nel 1939 venne realizzato un nuovo acquedotto a Monteluco a servizio dei numerosi villini in costruzione e della colonia montana.

## L'acquedotto dell'Argentina
L'Acquedotto dell'Argentina, è stato realizzato agli inizi degli anni settanta da un apposito Consorzio formato tra i comuni di Spoleto e Campello sul Clitunno. È gestito da V.U.S. Valle Umbra Servizi. Capta l'acqua della sorgente Argentina, a pochi chilometri da Sellano. Nel comune di Spoleto alimenta tutta la città tranne il centro storico, che continua ad essere servito dal vecchio acquedotto ottocentesco, e gran parte delle frazioni. Attraverso un percorso di 23 km, rifornisce anche i comuni di Campello su Clitunno, Sellano, Cerreto di Spoleto, Vallo di Nera e Sant'Anatolia di Narco.
Nel 2010 il comune di Spoleto ha presentato ai cittadini un progetto preliminare denominato "Raddoppio dell'Acquedotto Argentina" che grazie a nuovi attingimenti, dovrebbe risolvere i problemi idrici non solo di Spoleto, ma anche del territorio che comprende Campello sul Clitunno e Castel Ritaldi.